# 斯梅基夫齊
49°31′49″N 25°42′30″E / 49.53028°N 25.70833°E
斯米基夫齊（羅馬化：Smykivtsi）是位於烏克蘭西部特諾皮爾州特諾皮爾區的村莊，面積1.55平方公里，2021年人口1,343，人口密度每平方公里666.9人。特諾皮爾機場位於此處。